# Jean-Claude Colotti

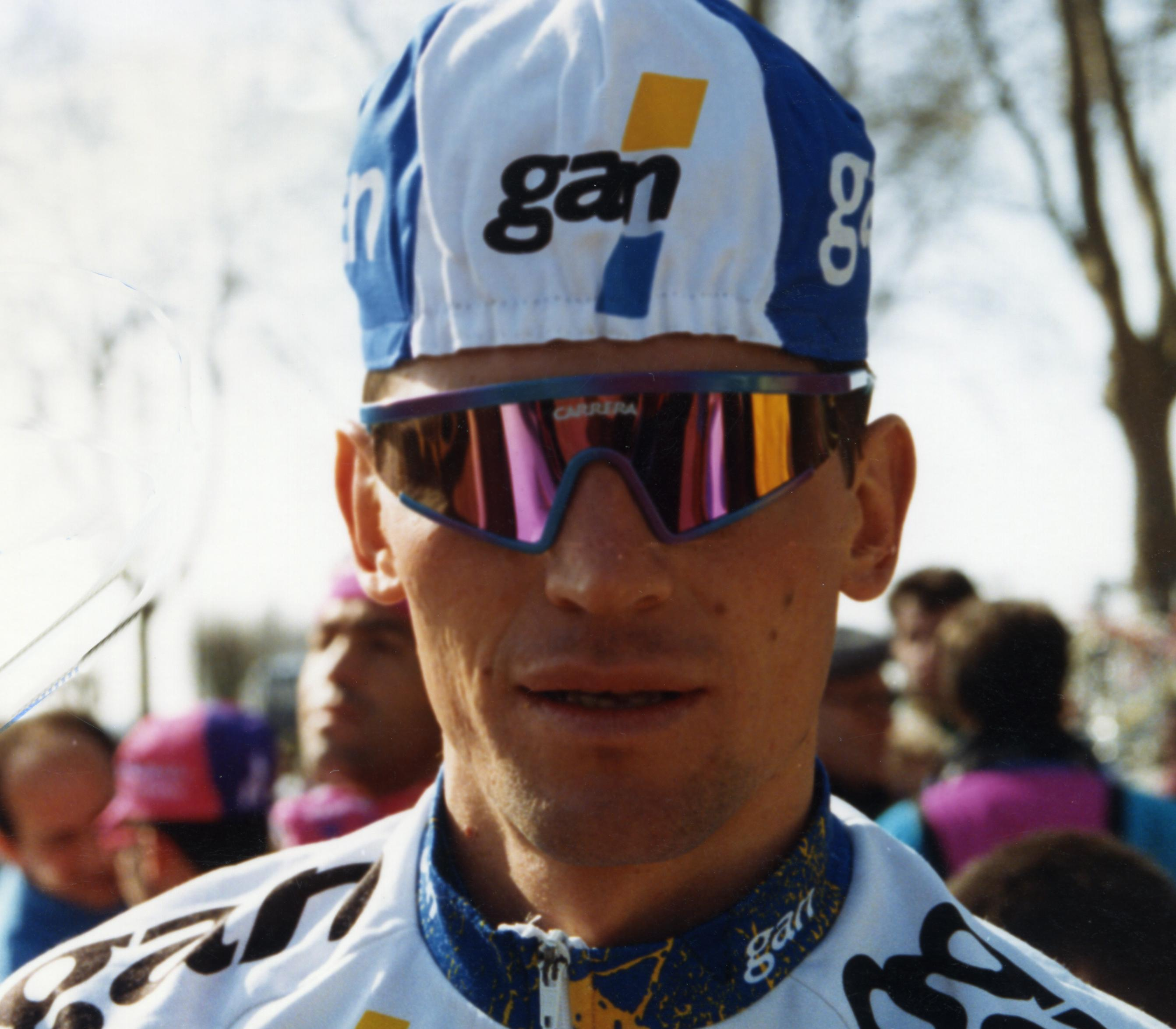
Jean-Claude Colotti (1993)

Jean-Claude Colotti (* 1. Juli 1967 in La Tronche, Isère) ist ein ehemaliger französischer Radrennfahrer.
Jean-Claude Colotti war Profi-Rennfahrer von 1986 bis 1996. Er war vor allem ein Klassikerjäger und belegte vielfach gute Platzierungen. Seine größten Erfolge war 1987 der Sieg bei der Tour de Vendée, 1989 beim Grand Prix Ouest France und der zweite Platz 1991 bei Paris–Roubaix. 1995 wurde er französischer Vize-Meister im Straßenrennen. Neunmal startete er bei der Tour de France, 1992 gewann er die 17. Etappe.
1987 wurde Colotti zudem französischer Meister in der Einerverfolgung auf der Bahn. 1991 gewann er das Sechstagerennen von Grenoble, mit Philippe Tarantini, 1994 das von Nouméa, mit Jean-Michel Monin, sowie erneut das von Grenoble, mit Dean Woods.

## Teams
- 1986–1990	R.M.O.
- 1991          Tonton Tapis-GB
- 1992	        Z
- 1993–1995	Gan
- 1996	        Agrigel-La Creuse-Fenioux